# 스즈키 요시카즈
스즈키 요시카즈(일본어: 鈴木 良和, 1982년 6월 1일 ~ )는 일본의 전 축구 선수이다.

## 구단 경력
과거 쇼난 벨마레, 미토 홀리호크에서 활동하였다.